# Constantin Coandă

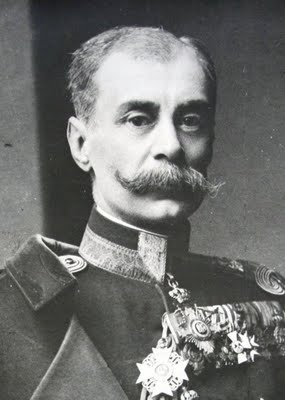
Constantin Coandă

Constantin Coandă (Craiova, 1857 – Boekarest 1932) was een Roemeens militair en politicus.
Coandă was generaal in het Roemeense leger. Hij was ook hoogleraar wiskunde aan de Hogeschool voor Wegenbouwkunde in Boekarest.
Coandă volgde op 24 oktober 1918 Alexandru Marghiloman op als premier. Hij nam tevens de ministerspost van Marghiloman. Coandă kreeg de steun van de pro-Entente Nationaal-Liberale Partij (PNL). Hij herriep de meeste maatregelen van zijn gematigd pro-Duitse voorganger en kondigde een gedeeltelijke mobilisatie af. Vlak voor de wapenstilstand met Duitsland in Compiègne op 11 november 1918 herriep de regering het vredesverdrag met de Centrale mogendheden en trokken Roemeense militairen de grenzen over. Zij heroverden de verloren gegane gebieden en bezetten tevens Transsylvanië (Zevenburgen). Op 14 december 1918 werd Coandă als premier vervangen door Ion I. Constantin Brătianu.
Coandă nam deel aan de ondertekening van het vredesverdrag van Neuilly (27 november 1919) waarmee er een einde kwam aan de staat van oorlog tussen Roemenië en Bulgarije.
Na de oorlog werd Coandă in het parlement gekozen voor de Volkspartij (PP) van generaal Alexandru Averescu. Op 8 december 1920 raakte hij ernstig gewond door een bomaanslag van de communist Max Goldstein. Van 30 maart 1926 tot 1 januari 1927 was Coandă minister van Industrie en Handel in het kabinet-Averescu III.

## Familie
Constantin Coandă was getrouwd met Aida Danet (afkomstig uit Frankrijk) en had zeven kinderen. Een van zijn kinderen, Henri Coandă, was de uitvinder van de straaljager.